# Nagari Kacang
Nagari Kacang is een bestuurslaag in het regentschap Solok van de provincie West-Sumatra, Indonesië. Nagari Kacang telt 2726 inwoners (volkstelling 2010).